# Gymshark
 (транскр.  Џим шарк) је британски произвођач спортске опреме са седиштем у Солихалу. Основан у јуну 2012. године, Gymshark производи и дистрибуира сопствени асортиман спортске одеће.
Године 2020. процењено је да вреди преко милијарду фунти. Бен Франсис је већински власник. У октобру 2022. отвара своју прву малопродајну радњу у лондонској улици Риџент.